# 外切酶
外切酶，或核酸外切酶（英語：exonucleases）可以是單獨存在的酶，或是大型酶複合物的一部分。此类酶能將聚核苷酸鏈分解成核苷酸。作用方式是將3'或5'端上的磷酸酯鍵水解。

## 外部連結
- 醫學主題詞表（MeSH）：Exonucleases